# Ockerbrust-Gelbkehlchen
Das Ockerbrust-Gelbkehlchen (Geothlypis speciosa) ist ein kleiner Singvogel aus der Gattung der Gelbkehlchen (Geothlypis) innerhalb der Familie der Waldsänger (Parulidae). Das Verbreitungsgebiet befindet sich in Südzentralmexiko. Von der IUCN werden sie seit 2000 als „stark gefährdet“ (endangered) geführt.

## Merkmale
Ockerbrust-Gelbkehlchen erreichen eine Körperlänge von 13 Zentimetern und wiegen 10 bis 11,6 Gramm. Die Flügellänge beträgt beim Männchen 5,5 bis 6,1 Zentimeter, beim Weibchen 5,2 bis 5,7 Zentimeter. Adulte männliche Ockerbrust-Gelbkehlchen der Nominatform tragen eine auffallende schwarze Gesichtsmaske, die sich deutlich bis zu den Nackenseiten dehnt und über der Stirnkrone miteinander verbunden ist. Die Krone ist schwärzlich mit bräunlichen Federspitzen, der Hinterkopf und Nacken rußbraun und das Oberseitengefieder bräunlicholiv. Flügel und Schwanzfedern sind dumpf braun mit oliven Federrändern. Das Unterseitengefieder ist goldgelb bis ockerfarben mit orange bis zimtbraunen verwaschenen Flanken und Brustseiten. Der Schnabel ist schwarz, die Beine grau-fleischfarben.
Das adulte Weibchen der Nominatform hat ein dumpferes Federkleid als das Männchen und ihm fehlt die schwarze Gesichtsmaske. Das Kopfgefieder ist dunkel olivgrau mit oliven Kopfseiten, blassem gelbbraunen Augenring und Superciliarstreifen. Das Oberseitengefieder ist fahl olivgrau; das Unterseitengefieder dumpf gelb mit verwaschenen olivbraunen Flanken und Brustseiten und verwaschener olivbrauner Bauchpartie. Immature männliche Exemplare der Nominatform im ersten Jahr ähneln den erwachsenen Männchen. Die schwarze Gesichtsmaske ist weniger ausgeprägt und beschränkt sich gewöhnlich an den Kopfseiten auf die Zügel und den unteren Ohrendecken. Das Kronengefieder ist braunoliv. Juvenile haben ein braunolives Kopf- und Oberseitengefieder sowie ein blasses olivgelbes Unterseitengefieder. Der Schnabel ist schwarz; die Beine bräunlich.
Die Unterart Geothlypis s. limnatis ähnelt stark der Nominatform. Sie hat einen etwas längeren Schnabel, ein grüneres Oberseitengefieder ohne sichtliche Brauntöne und mehr olive verwaschene Flanken.

## Vorkommen, Ernährung und Fortpflanzung

Verbreitungsgebiet des Ockerbrust-Gelbkehlchens (grün)

Ockerbrust-Gelbkehlchen sind in den Hochländern Südzentralmexikos verbreitet. Sie bewohnen einzeln oder paarweise Sümpfe, Flussauen und Seen mit einer aus Binsen und Rohrkolben bestehenden Vegetation, und ernähren sich überwiegend von Insekten, die sie in den unteren Bereichen der von ihnen bewohnten Pflanzen aufstöbern. Gebrütet wird von März bis Juni. Über die Nistplätze, den Nestbau sowie das Brutverhalten ist nichts Näheres bekannt.

## Unterarten
Es gibt zwei anerkannte Unterarten:
- Geothlypis s. speciosa Sclater, PL, 1859[2] – Bundesstaat Mexiko sowie Südzentralmexiko
- Geothlypis s. limnatis Dickerman, 1970[3] – Guanajuato und Michoacán

## Gefährdungsstatus und Bestandszahlen
Die IUCN listet die Art seit 2000 wegen Lebensraumvernichtung als „stark gefährdet“ (endangered). Über die Populationsgröße gibt es keine genauen Angaben. Seit 1980 wurde keine Erfassung mehr vorgenommen. Von der Vogelschutzorganisation BirdLife International werden nach den veralteten Daten 2500 bis 10.000 Individuen geschätzt.